# Gabriel Ngalula Mbuyi
Gabriel Ngalula Mbuyi - voetbalnaam Junior - (Brussel, 1 juni 1982) is een Belgisch voormalig voetballer. Anno 2013 is hij actief als sportief directeur van BX Brussels.
Hij is de broer van voetballer Floribert Ngalula.

## Carrière
Ngalula Mbuyi, alias Junior, begon in 1990 op 8-jarige leeftijd bij de jeugd van RSC Anderlecht. In 2001 werd hij daar opgemerkt door Aimé Anthuenis en later ook door Hugo Broos. Uiteindelijk belandde Junior in het A-elftal van Anderlecht o.l.v. Hugo Broos. Junior is middenvelder en had dus veel concurrentie op zijn positie bij Anderlecht. Junior kreeg dan ook weinig speelkansen en kwam vaak terecht in het B-elftal. In 2005 wilde Johan Boskamp hem overkopen. Boskamp was op dat moment trainer van het Engelse Stoke City. Er speelden op dat moment bij Stoke nog enkele ex-Anderlechtspelers.
In 2006 werd Johan Boskamp trainer van Standard Luik. Junior zelf bleef bij Stoke City spelen totdat hij te horen kreeg dat hij ook naar Standard mocht. RSC Anderlecht had Mémé Tchité van Standard overgenomen en had Junior bij de transfer betrokken. Junior vond het geen probleem want bij Standard vond hij Johan Boskamp terug. De middenvelder kon ook nog naar RAEC Bergen maar hij vond Standard een betere keuze. Bij Standard speelde hij één minuut (hij viel tijdens de kwalificatiewedstrijd voor de UEFA-cup tegen Celta de Vigo één minuut voor tijd in); in de competitie of beker was geen Ngalula te bespeuren. In 2007 werd hij, samen met Serhij Kovalenko, verhuurd aan  KSV Roeselare. Een jaar later stopte hij met voetballen en werd boekhouder. In 2010-2011 was hij weer actief als voetballer bij het Duitse TSV Wedeler. 
In 2013 keerde Ngalula terug naar de voetballerij. Hij ging aan de slag bij BX Brussels, een sociaal-sportief voetbalproject met ex-ploegmaat Vincent Kompany als initiatiefnemer. Junior is er verantwoordelijk voor de sportieve gang van zaken. 

## Dubbele nationaliteit
Ngalula heeft twee nationaliteiten: Congolese en Belgische.